# Dangyang
Dangyang (当阳市S, DāngyángP) è una città-contea della Cina, situata nella provincia di Hubei e amministrata dalla prefettura di Yichang.